# Motyčky, Banská Bystrica
Motyčky este o comună slovacă, aflată în districtul Banská Bystrica din regiunea Banská Bystrica. Localitatea se află la altitudinea de 690 m deasupra n.m., se întinde pe o suprafață de 13,08 km2 și în 2017 număra 115 locuitori.

## Istoric
Localitatea Motyčky este atestată documentar din 1754.

## Demografie
| An:                | 1994 | 2004   | 2014    | 2024   |
| ------------------ | ---- | ------ | ------- | ------ |
| Număr de persoane: | 101  | 98     | 110     | 104    |
| Diferență:         |      | −2,97% | +12,24% | −5,45% |

| An:                | 2023 | 2024   |
| ------------------ | ---- | ------ |
| Număr de persoane: | 107  | 104    |
| Diferență:         |      | −2,80% |